# Edgar Ortiz Romero
Edgar Ortiz Romero (Cobán, Guatemala, 8 de agosto de 1987) es un abogado constitucionalista, académico y columnista guatemalteco. Es director del Área Jurídica de la Fundación Libertad y Desarrollo y ha participado en diversos espacios académicos y medios de comunicación abordando temas de derecho constitucional, institucionalidad democrática y Estado de derecho.

## Formación académica
Ortiz Romero obtuvo el título de abogado en la Universidad Francisco Marroquín (UFM) de Guatemala. Posteriormente cursó una maestría en Economía en la Universidad Rey Juan Carlos de Madrid (2014) y, más adelante, realizó estudios de maestría en derecho (LL.M.) en la Universidad de Georgetown, Estados Unidos, como becario Fulbright.

## Trayectoria profesional
En Guatemala, se desempeña como director del Área Jurídica de la Fundación Libertad y Desarrollo, una organización dedicada a la investigación y análisis de políticas públicas. También es catedrático en la Universidad Francisco Marroquín y en la Universidad del Istmo.
En el ámbito internacional, forma parte del consejo editorial del blog de la International Association of Constitutional Law (IACL), en calidad de editor asistente. Asimismo, es autor y parte del Comité Editorial del blog Agenda Estado de Derecho, una plataforma impulsada por la Fundación Konrad Adenauer.

## Publicaciones y colaboraciones
Ortiz Romero mantiene una columna de opinión en el diario La Hora, donde aborda temas jurídicos y políticos de actualidad. Ha publicado artículos en medios como Letras Libres y Diálogo Político, centrándose en el análisis del sistema democrático en Guatemala y la región centroamericana. También ha sido citado como analista en medios internacionales como France 24, The New York Times y The Economist.
En el ámbito académico, ha contribuido en la Global Review of Constitutional Law, una publicación editada por Richard Albert que analiza desarrollos constitucionales en diversas jurisdicciones. En 2025, publicará el libro Constitución con el sello editorial Penguin Random House, el cual analiza la Carta Magna guatemalteca en el contexto de su 40 aniversario.

## Participación en casos jurídicos
En octubre de 2023, Ortiz Romero actuó como abogado patrocinante en un amparo presentado ante la Corte de Constitucionalidad de Guatemala (expediente 6175-2023), con el objetivo de garantizar la toma de posesión de las autoridades electas tras los comicios generales de ese año. La acción fue presentada en el contexto de intentos de desconocer los resultados electorales, y el 6 de octubre la Corte otorgó amparo provisional ordenando respetar el calendario constitucional. Posteriormente, el 14 de diciembre de 2023, el tribunal emitió sentencia definitiva a favor del amparo.
El fallo permitió asegurar la toma de posesión del presidente electo Bernardo Arévalo. Tras la presentación del amparo, Ortiz fue mencionado públicamente por un magistrado de la Corte, ante lo cual respondió a través de declaraciones que generaron cobertura en medios nacionales.
En 2024, promovió junto a otros juristas una acción de amparo contra la reserva impuesta al borrador de un pacto colectivo negociado entre el Ministerio de Educación y el sindicato magisterial. En enero de 2025, la Corte de Constitucionalidad revocó la resolución inicial de la Corte Suprema y ordenó su trámite, reconociendo la legitimación activa de los solicitantes.

## Proyección mediática y debate público
Ortiz Romero ha sido una figura activa en el debate jurídico y político en Guatemala. En agosto de 2023, fue citado por The New York Times en un reportaje sobre el proceso electoral guatemalteco, donde fue identificado como "experto en derecho constitucional y uno de los principales analistas de riesgo político del país".
En agosto de 2024, fue citado por el diario La Hora tras emitir una refutación jurídica al diputado Álvaro Arzú Escobar, quien había cuestionado las atribuciones del presidente de la República en materia de política criminal.

## Participación gremial
En el ámbito gremial, Ortiz Romero ha tenido una participación activa en el Colegio de Abogados y Notarios de Guatemala (CANG). En 2024, integró la Planilla 8 en las elecciones para representantes en las Comisiones de Postulación de la Corte Suprema de Justicia y Salas de Apelaciones. Esta planilla obtuvo tres de los doce puestos disponibles, lo que les permitió participar en la nominación de candidatos a magistrados del sistema judicial. En 2025, expresó públicamente su apoyo a la Planilla 10 en las elecciones para la Junta Directiva del CANG.

## Reconocimiento y participación pública
Ortiz Romero ha sido invitado como conferencista en foros nacionales e internacionales. Ha impartido charlas sobre reforma judicial, separación de poderes e independencia judicial, tanto en Guatemala como en espacios organizados por instituciones como la Fundación Konrad Adenauer. Su actividad académica y mediática lo ha posicionado como una figura vinculada al análisis del derecho constitucional en el contexto latinoamericano.